# Paul Fitzgerald (bokser)
Paul Fitzgerald (ur. 7 stycznia 1963) – irlandzki bokser, uczestnik Letnich Igrzysk Olimpijskich 1984 oraz Letnich Igrzysk Olimpijskich 1988.
Podczas tych pierwszych startował w wadze piórkowej. W pierwszej rundzie jego rywalem był Tobi Pelly z Sudanu, z którym Fitzgerald wygrał 5-0. W drugiej rundzie zmierzył się z Steve’em Pagendamem z Kanady, z którym również wygrał, ale tylko 3-2. W trzeciej zmierzył się z Charlesem Lubulwą z Ugandy, z którym przegrał 2-3.
Podczas igrzysk w Seulu również startował w wadze piórkowej. Wówczas w pierwszej rundzie zwyciężył Emilio Villegasa (Dominikana) 4–1. W drugiej przegrał 0–5 z Brytyjczykiem, Dave’em Andersonem.